# 美和神社 (笛吹市)

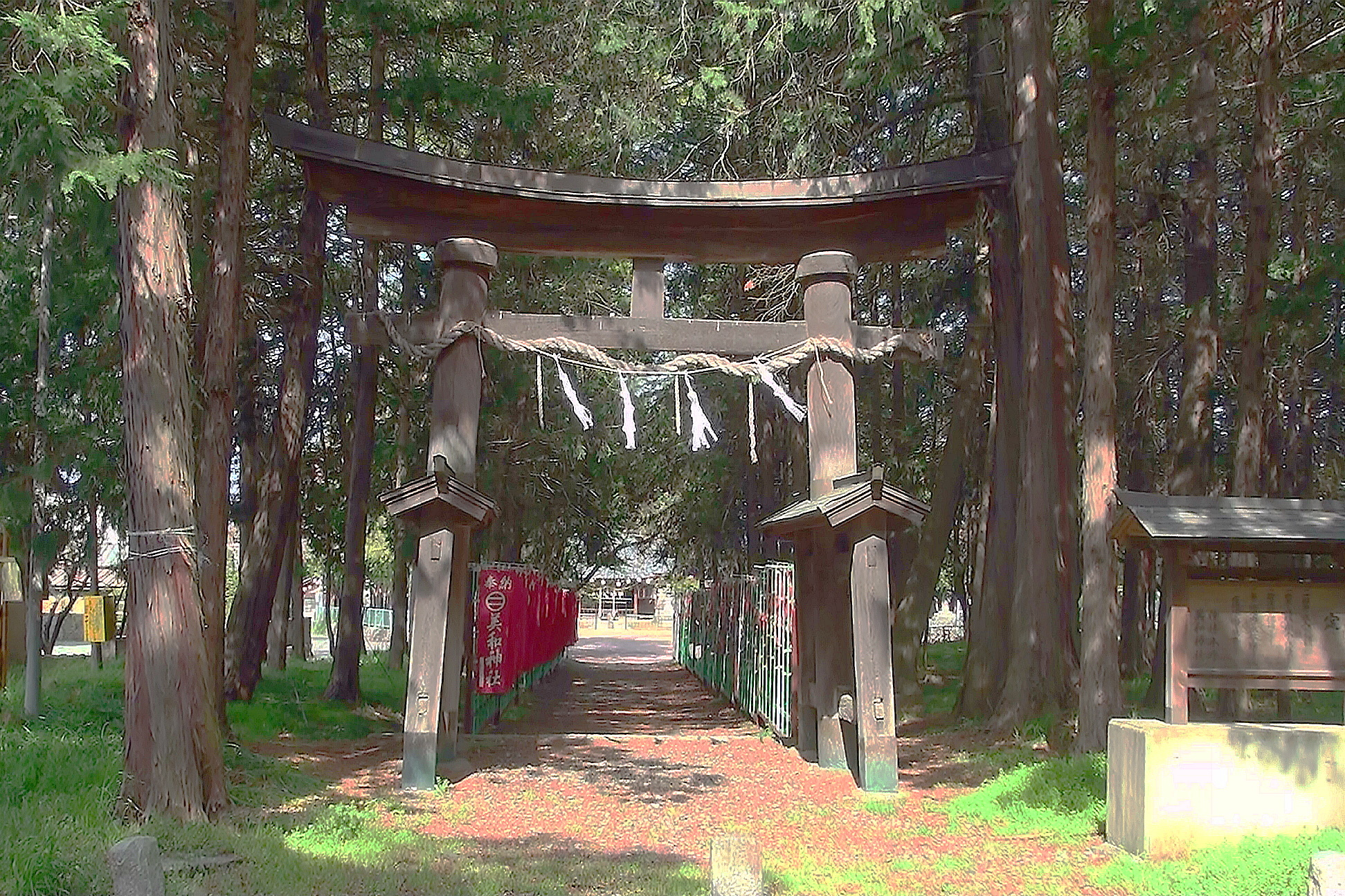
美和神社 鳥居 （2010年4月撮影）

美和神社（みわじんじゃ）は、山梨県笛吹市にある神社。国史見在社、甲斐国二宮で、旧社格は県社。

## 祭神
- 大物主命（おおものぬしのかみ）

## 立地
美和神社は甲府盆地東部に位置し、町域北西部の二ノ宮地区に鎮座する。古代甲斐国においては盆地中央北縁にあたる笛吹市春日居町に前期国府が所在し、笛吹市御坂町国衙近辺に移転したと考えられている。御坂町域は亀甲塚古墳や姥塚古墳など古墳時代の中小古墳や二之宮遺跡などの集落遺跡が分布し、古代には国衙関係の遺構や史跡が分布している。
律令制下では山梨郡井上郷に比定され、「二ノ宮」は国衙にも近接し美和神社に由来する。近世には二之宮村が成立し、美和神社を中心としてきた。二ノ宮地区に所在する美和神社は里宮として位置付けられており、二ノ宮から東に位置する尾山地区には山宮として杵衡神社がある。

## 歴史
美和神社は三輪山を神体とする大和国（奈良県）の大神神社から勧請され、尾上郷の杵衡神社へ遷された後に新たに二之宮に遷座されたとする伝承が一般的で、『甲斐国社記・寺記』や『甲斐国志』に拠れば、由緒は景行天皇のころ甲斐国造の塩海足尼が勧請を行ったといわれる。初見史料は『日本三代実録』863年（貞観5年）6月8日条記事で、同日に美和神社は従五位に叙せられ、一条天皇から二宮の号を与えられたという。
中世には甲斐守護の武田氏からの崇敬を受け、1479年（文明11年）には信濃国佐久郡領主大井氏が甲斐へ侵攻しているが、このときには美和神社も戦火に見まわれた。武田信虎期には山梨郡万力郷（現山梨県）に社領を寄進され、1557年（弘治3年）には武田晴信（信玄）から条目を下され、浅間神社（笛吹市一宮町一宮）や三宮玉諸神社（甲府市）、武田氏氏神の武田八幡宮（韮崎市）などとともに府中八幡宮（現甲府市の八幡神社）への勤番役を免除されている。
1565年（永禄8年）6月には武田家嫡男の武田義信家臣による太刀奉納が行われている。『甲陽軍鑑』に拠れば前1564年（永禄7年）1月には義信家臣が謀反を企てたとして成敗されており、翌年の1565年（永禄8年）には義信自身も幽閉される義信事件が起こっているが、造立帳の記録から事件発覚は1565年（永禄8年）のことであるとも考えられている。また、翌年の1566年（永禄9年）には義信生母でもある信玄正室の三条夫人が具足を奉納している。
1573年（元亀4年）9月11日には家督相続直後の武田勝頼が武運長久の祈祷を命じており、1579年（天正7年）には勝頼から禁制を下されている。武田氏滅亡後は、1582年（天正10年）には織田信長と織田信忠から禁制を下され、翌年の1583年（天正11年）には徳川家康から社領安堵を受け、1589年（天正17年）に伊奈忠次の行った検地で社領が確定する。豊臣系大名時代には加藤光泰や浅野氏から社領寄進を受けている。
神事として、戦国期から近世まで一宮と三宮の三社共同で竜王（甲斐市）の信玄堤で水防祈念を行う三社御幸（お御幸さん）が義務付けられており、4月の第三亥日には夏御幸、11月第二亥日には冬御幸が行われていた。明治期には三社御幸が禁止されたため毎年三月初申日に行われていた山宮御幸（二宮のお御幸さん）を4月15日に変更し春期例祭として位置づけ、戦後には一時期断絶したものの現在でも4月第一日曜に行われ、太々神楽の奉納が行われている。
また、毎年2月8日には湯立神事が行われる。美和神社の湯立神事は猿田彦の祈祷舞を伴い、県内で現存する唯一の湯立神事。地域に伝わる1826年（文政9年）の「社司年中行事吉令」によれば、二ノ宮の湯立は3月中旬の太々神楽とは別に2月8日に行われていた行事で、『裏見寒話』でも猿田彦の舞が記されている。
神主は坂名井家で、坂名井聡翁は国学者としても知られる。

## 文化財等
重要文化財（国指定）
- 彫刻

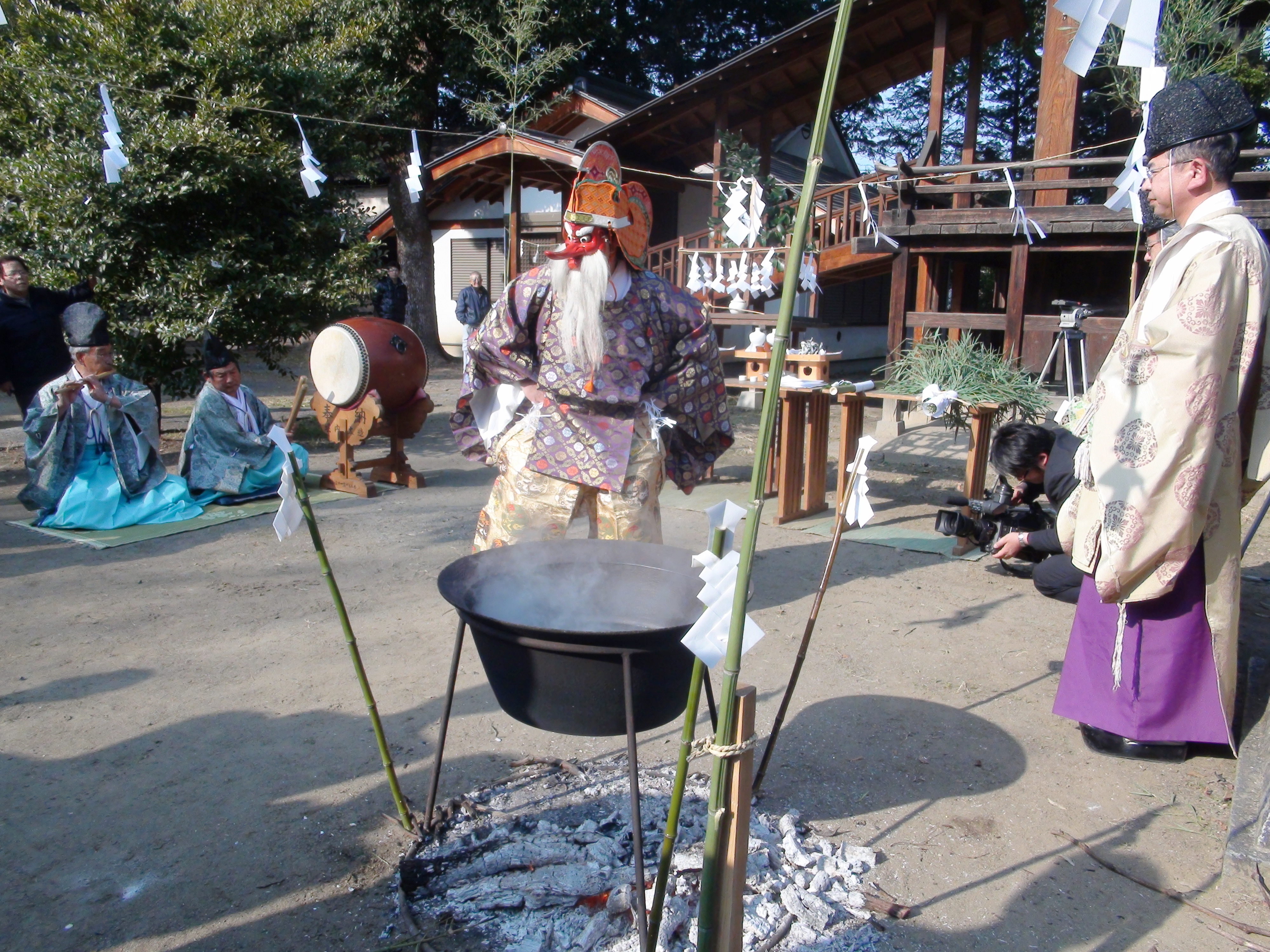
湯立神事での猿田彦の祈祷舞（2011年2月8日撮影）

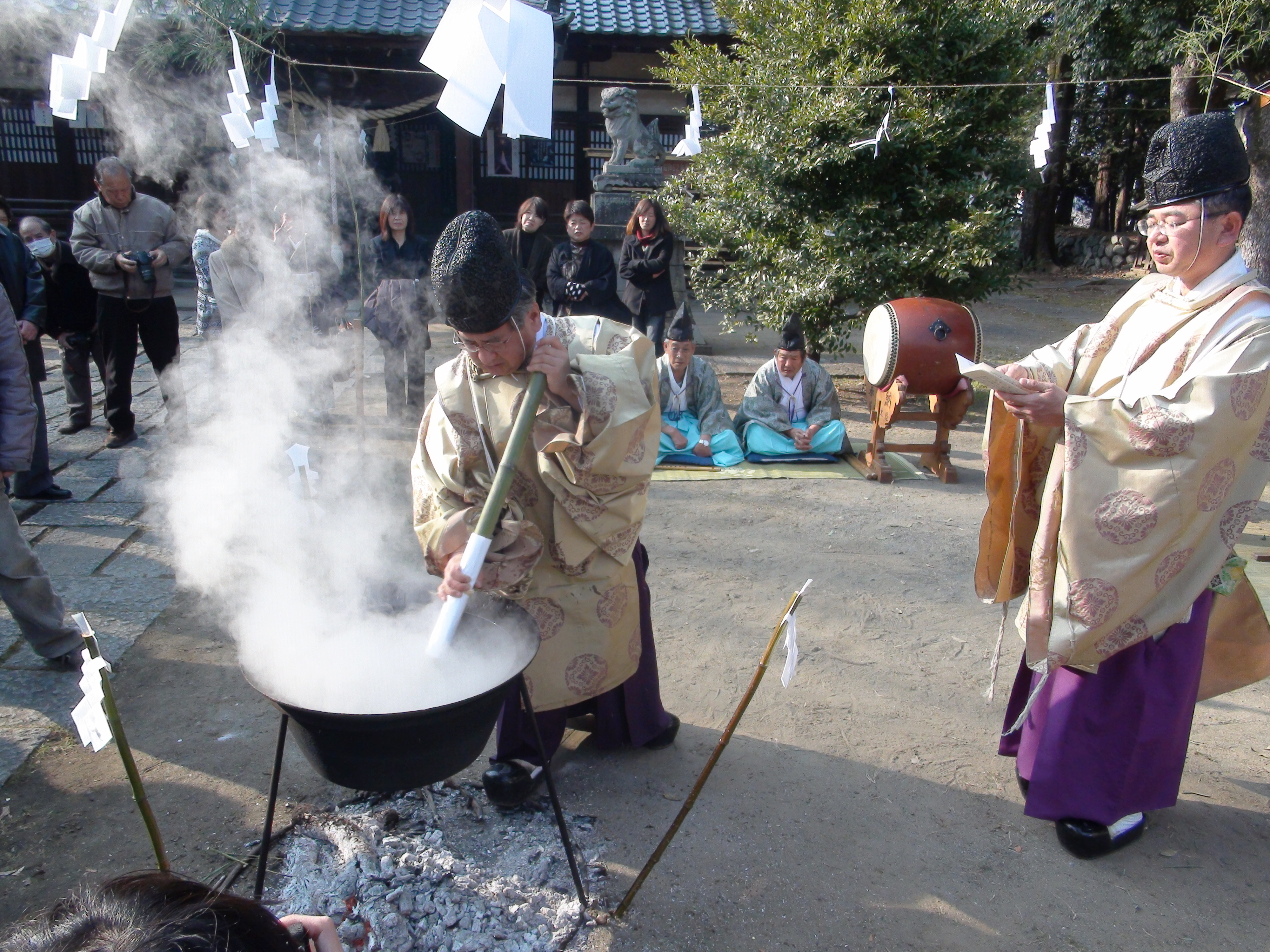
湯立神事での儀式（2011年2月8日撮影）

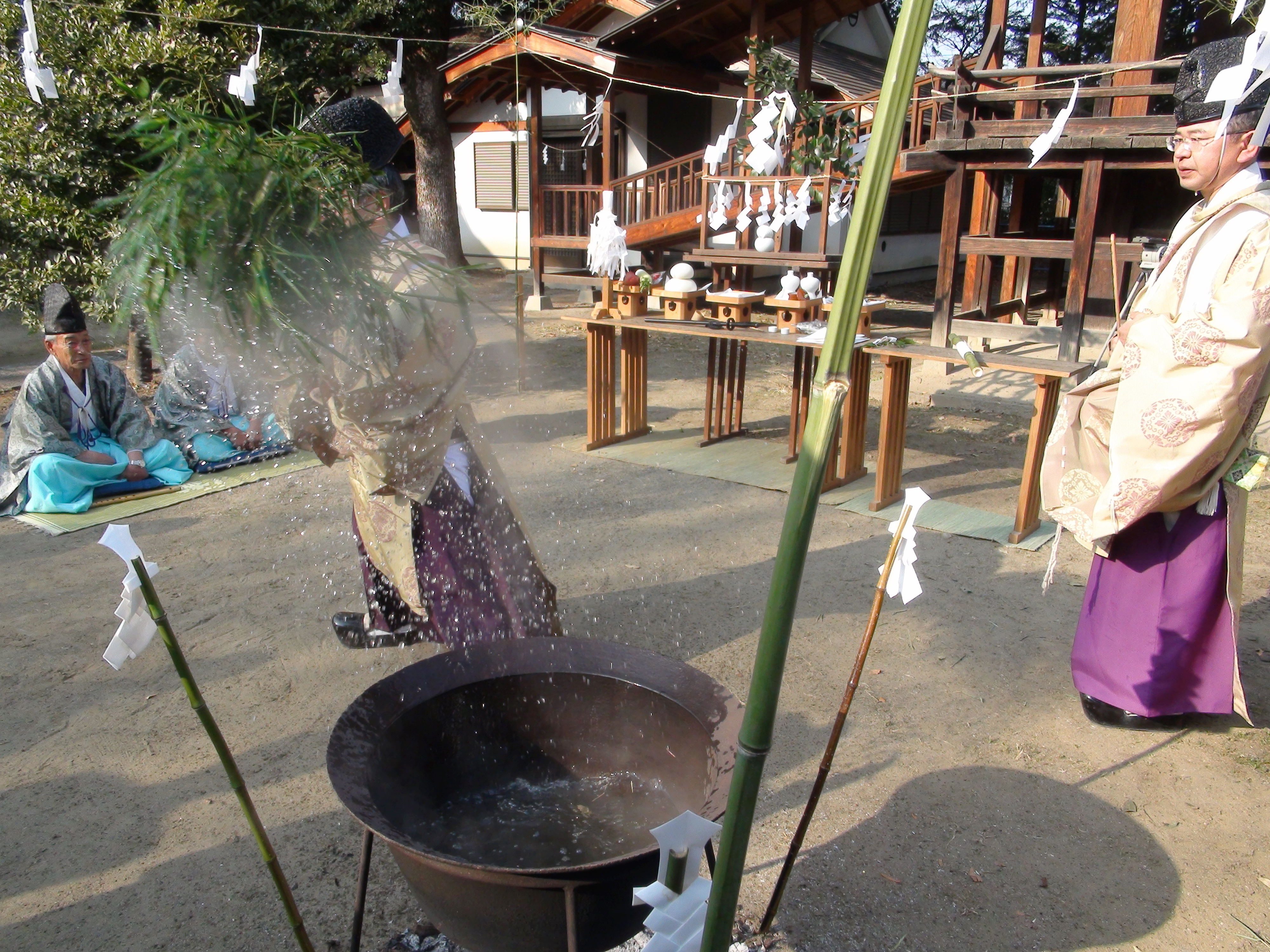
笹の葉を沸騰したお湯に浸して参拝者にかける（2011年2月8日撮影）

  - 木造大物主神立像 - 1906年（明治39年）9月6日指定、平安時代の作品[3][4]

山梨県指定有形文化財
- 工芸品
  - 白糸威褄取鎧〈残欠〉 - 1986年（昭和61年）3月19日指定、南北朝時代の作品[4][注釈 1]
  - 朱札紅糸素懸威胴丸 佩楯付 - 1986年（昭和61年）3月19日指定、伝・武田信玄の元服鎧[4][注釈 2]
- 絵画
  - 板絵著色三十六歌仙図 - 1965年（昭和40年）8月19日指定、1563年（永禄6年）に武田信玄・義信父子が連名で寄進[4]

山梨県指定無形民俗文化財
- 二ノ宮美和神社の太々神楽 付版木1枚、神楽二十五番次第1枚 - 1981年（昭和56年）3月12日指定、元禄年間に始まったといわれる[4]

ほか、神主である坂名井家には中世から近代に至る坂名井家文書が所蔵されており、平成21年には山梨県立博物館に収蔵された。

### 『天正年中二宮祭礼帳』
美和神社には『天正年中二宮祭礼帳』（『祭礼帳』）が伝来している。『祭礼帳』は全75丁で後欠、全体的に虫損が激しいことが指摘される。
社伝に拠れば1575年（天正3年）の成立とされ、記載される武田家臣の人名のうち、御蔵前衆・末木淡路守（家重）は活動時期が永禄末期から天正期で、天正9年に隠居すると天正15年に死去している。また、天川兵部助・天川宮内助の両名は武田氏滅亡後に徳川氏に対して提出された天正壬午起請文に見られることから、社伝通りの天正年間の作成であると考えられている。
内容は戦国期における神事の日付や内容・負担者・費用等が記され、戦国期の神事の実態を知る史料として重視されている。
また、『二宮祭礼帳』にはカツオ・うずわ（ソウダガツオ）・イワシ・アワビなど中世甲斐国における海産物の利用を記録していることも注目されている。

## 美和神社の太々神楽
春期例祭において、氏子の美和神社神楽保存会の会員により宵宮と翌本祭に境内の神楽殿において上演される太々神楽。演目は素面・着面、一人舞や数人による舞、物語性の有無など多様な舞があり、斉場清浄の舞、建国の舞、四柱の舞、天下りの舞、四弓の舞、合舞、剣打の舞、保存神の舞、国向の舞、魚釣の舞、剣の舞、四剣の舞、宝環の舞、種下の舞、大蛇の舞、悪病除の舞、幸替の舞、天岩戸の舞、終止の舞の二十種が現存している。
当日午前中は少女たちによる浦安の舞が本殿で行われると御輿に御魂が遷され、尾上に向けて出発する。神楽は御輿が杵衡神社で神事を終えて帰還するまで続けられる。
地域に伝わる「当神楽再興申定」によれば、美和神社の神楽は江戸中期の1754年（宝暦4年）に本殿造営が行われた際に再興されたものであるという。美和神社文書に含まれる「神楽二十五番次第」は江戸後期の神楽次第であると考えられており、伊勢系の古い次第を多く含み、素面の舞が多いなど現在の演目とは隔たりがある。